# نری برنس
نری برنس (اسپانیایی: Nery Brenes‎؛ زادهٔ ۲۵ سپتامبر ۱۹۸۵) دونده اهل کاستاریکا است.